# 42355 Tifão

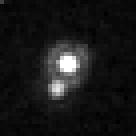
Tifão com sua pequena lua, Equidna.

42355 Tifão é um objeto do disco disperso que foi descoberto em 5 de fevereiro de 2002, pelo programa NEAT. Ele tem 162 ± 7 quilômetros de diâmetro, e tem o nome de Tifão, um monstro na mitologia grega.

## Satélite
Uma grande lua foi identificada em 2006 e foi nomeada de Equidna, a designação formal é (42355) Tifão I Equidna, Equidna foi a esposa monstruosa mitológica de Tifão. O satélite orbita Tifão a ~1300 km, completando uma órbita em cerca de 11 dias. O seu diâmetro é estimado em 89±6 km. Tifão foi o primeiro corpo celeste centauro binário conhecido, usando uma definição alargada de um objeto centauro em uma órbita não-ressonante (instável) com o periélio dentro da órbita de Netuno.